# Requeil
Requeil là một xã thuộc tỉnh Sarthe trong vùng Pays-de-la-Loire phía tây bắc nước Pháp. Xã này có diện tích 14,1 km2, dân số năm 2006 là 1067 người.